# Síndrome de Bloom
A Síndrome de Bloom (BLM), é um raro distúrbio cromossômico de gene recessivo autossomo caracterizado pela alta freqüência de quebras e rearranjos nos cromossomos dos portadores. A doença foi descoberta e diagnosticada pela primeira vez pelo Doutor David Bloom em 1954.
A síndrome de Bloom é uma doença genética rara que causa baixa estatura, predisposição a infecções e maior susceptibilidade ao desenvolvimento de câncer. É causada por uma mutação no gene BLM, que é responsável por codificar uma enzima importante na manutenção da integridade do DNA.
Os sintomas mais comuns do síndrome de Bloom incluem pequena estatura, imunodeficiência, erupções cutâneas, predisposição a infecções respiratórias e gastrointestinais, infertilidade e um maior risco de desenvolver vários tipos de câncer, como leucemia e câncer de pele.
O diagnóstico do síndrome de Bloom é feito através de testes genéticos para identificar a mutação no gene BLM. O tratamento é principalmente sintomático e visa controlar os sintomas da doença, como infecções e câncer. Os pacientes também podem se beneficiar de um acompanhamento médico rigoroso e de medidas preventivas, como evitar a exposição excessiva ao sol para prevenir o desenvolvimento de câncer de pele.
A expectativa de vida de indivíduos com síndrome de Bloom pode variar, sendo em geral mais baixa do que a média da população em geral. Estudos indicam que a expectativa de vida pode estar significativamente reduzida devido às complicações associadas à doença, como o risco aumentado de infecções graves e desenvolvimento de câncer.
No entanto, com um manejo adequado dos sintomas, acompanhamento médico regular e medidas preventivas, é possível melhorar a qualidade de vida e aumentar a expectativa de vida dos pacientes com síndrome de Bloom. Cada caso é único e o prognóstico pode variar de acordo com a gravidade dos sintomas e a presença de complicações adicionais.
Atualmente, não há cura para a síndrome de Bloom, mas os avanços na medicina genética podem oferecer novas opções de tratamento no futuro. É importante que os pacientes com síndrome de Bloom recebam um acompanhamento médico regular e sigam um plano de cuidados personalizado para garantir a melhor qualidade de vida possível.
https://www.msdmanuals.com/pt-br